# Dyskinesi
Dyskinesi er en betegnelse, som anvendes til at beskrive bevægelser, der er knyttet til behandling med psykofarmaka. Anvendes især til at beskrive bevægelser af mund og ansigt (orofacial dyskinesi)